# Stephan Rauhut (Politiker, 1974)
Stephan Rauhut (* 12. September 1974 in Görlitz) ist ein deutscher Politiker (CDU), Kaufmann und Unternehmer. Im Herbst 2013 wurde er zum Bundesvorsitzenden der Landsmannschaft Schlesien gewählt.

## Leben
Stephan Rauhut lebte bis 1989 in Görlitz, dann besuchte er nach Mauerfall und Herstellung der Einheit Deutschlands von 1989 bis 1991 die  Heinrich-Goebel-Realschule in Springe. Von August 1991 machte er beim  BHW die Ausbildung zum Bankkaufmann Hameln. Von 1994 bis 2002 arbeitet er in Bonn und Luxemburg. Seit August 2002 leitet er als Selbständiger eine Agentur der Deutschen Vermögensberatung (DVAG) in Bonn. Von 1997 bis 2000 besuchte er das Abendgymnasium in Bonn-Dottendorf,  wo er sein Abitur ablegte.
Er ist langjähriges Mitglied der Landsmannschaft Schlesien, Vorsitzender der Kreisgruppe Bonn und war 2010–2012 stellvertretender Landesvorsitzender des Bundes der Vertriebenen in Nordrhein-Westfalen. Bei der Bundestagswahl 2013 trat er als CDU-Wahlbewerber (Landeslistenplatz 60) für Nordrhein-Westfalen an.
Am 9. November 2013 wurde Stephan Rauhut im Haus Schlesien in Königswinter in der Nachfolge Rudi Pawelkas zum Bundesvorsitzenden der Landesmannschaft Schlesien gewählt. Von 2014 bis 2021 und wieder seit 2023 ist er Mitglied des Präsidiums des Bundes der Vertriebenen, davon zwei Jahre Vizepräsident.
Durch den Deutschen Bundestag wurde er zum stellvertretenden Mitglied des Stiftungsrates der Stiftung Flucht, Vertreibung, Versöhnung in Berlin berufen. Er ist Mitglied des Kuratoriums der Kulturstiftung der deutschen Vertriebenen in Bonn, deren Vorsitzender er von 2020 bis 2022 er war. Außerdem ist er gewähltes Mitglied des Stiftungsrates der Stiftung Kulturwerk Schlesien in Würzburg.
Seit 2019 ist er Geschäftsführer der Hans Dietrich Bittkau GmbH, der Verlag der die Zeitschriften Schlesische Bergwacht und Goldberg-Haynauer Heimatzeitung herausgibt.
Seit 2022 organisiert Rauhut als Geschäftsführer die Schlesischen Musikfeste in Görlitz und der Region Schlesien.